# Spital Oberengadin

Logo

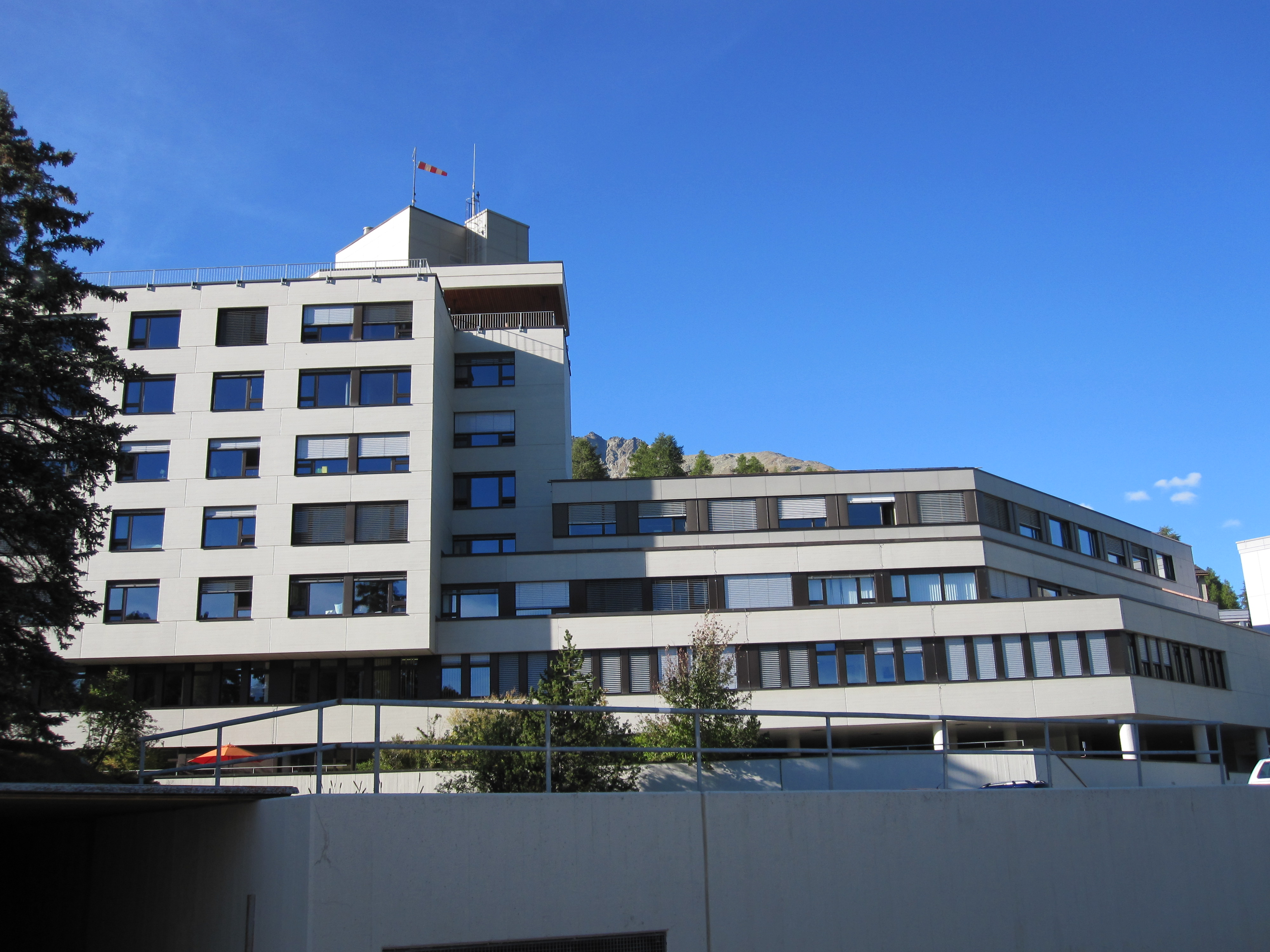
Hauptgebäude

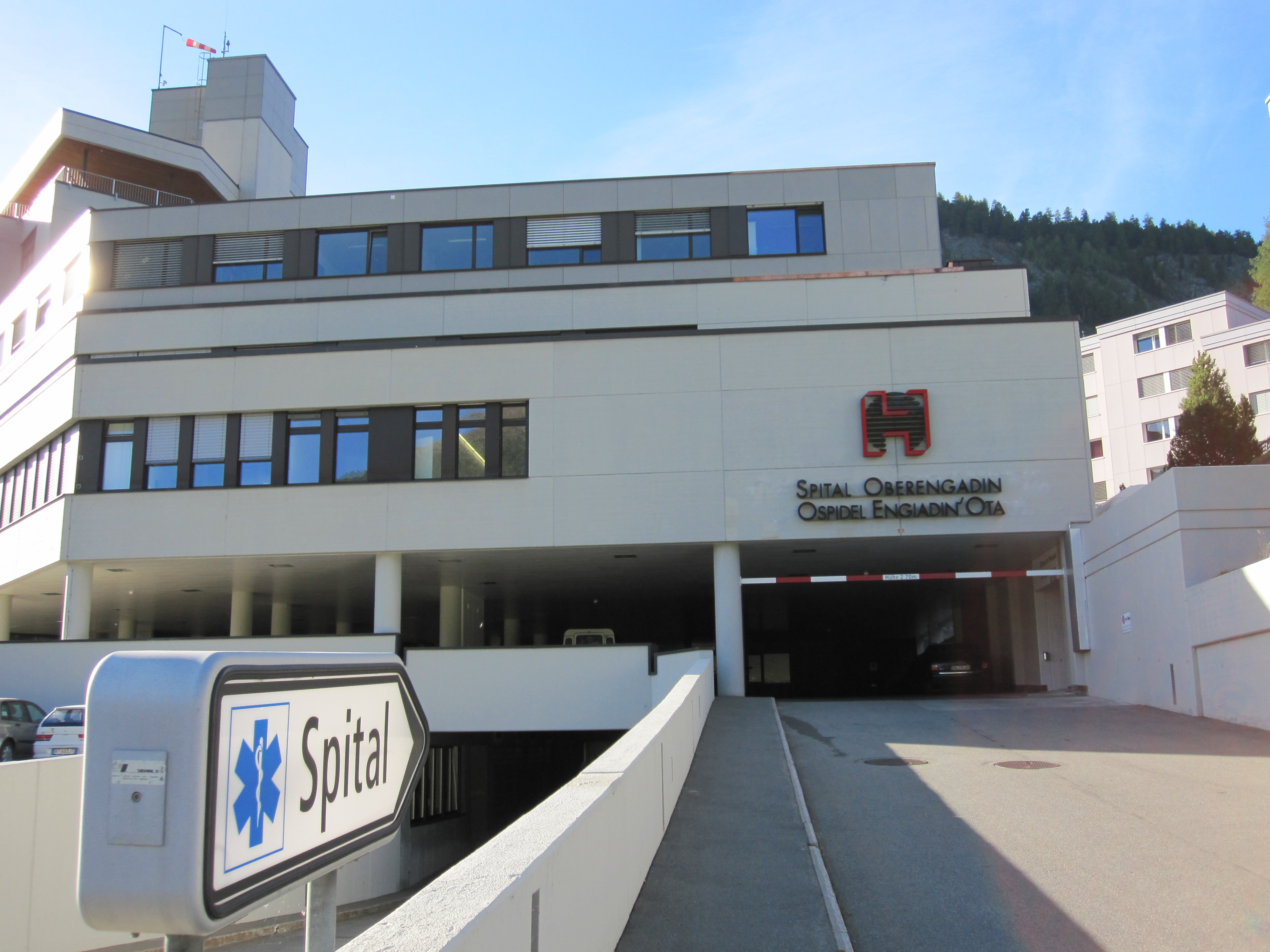
Frontseite des Hauptgebäudes zur Strasse hin

Das Spital Oberengadin (rätoromanisch im Idiom Puter rätoromanisch Ospidel Engiadin'Otaⓘ) in Samedan im Oberengadin ist ein regionales Krankenhaus. Es steht an der Via Nouva am nordöstlichen Dorfausgang Richtung Bever.
Das Spital ist nach dem Kantonsspital Graubünden das zweitgrösste Krankenhaus im Kanton und der in der Ganzjahresbilanz grösste Arbeitgeber des Oberengadins. Die «Stiftung Gesundheitsversorgung Oberengadin» hat insgesamt 363 Vollzeitstellen und beschäftigt über 470 Mitarbeitende.

## Organisation
Das als Spital der erweiterten Grundversorgung angelegte Krankenhaus mit Leistungsaufträgen auch für das Unterengadin, das Val Müstair, das Puschlav und das Bergell umfasst folgende Institute und Kliniken:
- Medizin
- Chirurgie
- Gynäkologie
- Radiologie
- Anästhesie
- Pädiatrie

Zudem unterhält das Krankenhaus die Abteilungen Notfall und Intensivpflege.
Seit 1. Januar 2018 ist das Spital Oberengadin Teil der «Stiftung Gesundheitsversorgung Oberengadin». Diese beinhaltet weiter das Pflegeheim Promulins und die Spitex Oberengadin.

## Geschichte
Vorgänger des Oberengadiner Spitals waren die «Siechenhäuser» aus den mittelalterlichen und frühneuzeitlichen Pestzeiten. Diese bestanden in Samedan (unterhalb der heutigen römisch-katholischen Kirche), in Pontresina, Zuoz und St. Moritz.
Das Spital Oberengadin besteht seit 1895, am heutigen Standort seit 1914. Ein 1881 gegründeter Spitalverein hatte die Vorarbeiten geleistet und auch die mit 381 zu 21 Stimmen erfolgreiche Kreisabstimmung im Jahr 1892 initiiert. Das heutige Spitalgebäude wurde 1978 eingeweiht und wird seit 2019 etappenweise renoviert.

## Ausstattung
Der Aufbahrungsraum im Spital Oberengadin ist ein fensterloser Raum. Ein illuminiertes Glasfenster geschaffen 1979 von Gian Casty mit der Bezeichnung Ein Engel leuchtet aus dem Dunkeln bringt das sprichwörtliche Licht ins Dunkle. Ein sehr ähnliches Glasbild von Gian Casty findet sich in der Kirche Sogn Pieder in Domat/Ems.